# 大脳新皮質
大脳新皮質（だいのうしんひしつ、英: Cerebral neocortex, isocortex）とは、大脳の部位のうち、表面を占める皮質構造のうち進化的に新しい部分である。合理的で分析的な思考や、言語機能をつかさどる。いわゆる下等生物では小さく、高等生物は大きい傾向がある。人類では、中脳、間脳などを覆うほどの大きさを占めている。
厚さおよそ2mmの皮質状組織で、灰白色を呈し、6層構造をもつ。